# Ernest Lapointe

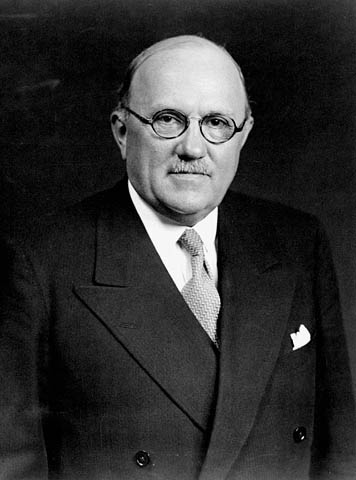
Ernest Lapointe

Ernest Lapointe, PC, KC (* 6. Oktober 1876 in Saint-Éloi, Québec; † 26. November 1941) war ein kanadischer Rechtsanwalt und Politiker der Liberalen Partei, der mit kurzen Unterbrechungen 37 Jahre lang Mitglied des Unterhauses sowie mehrmals Minister in den Kabinetten von Premierminister William Lyon Mackenzie King war.

## Leben
Lapointe absolvierte nach dem Schulbesuch zunächst ein grundständiges Studium, das er mit einem Bachelor of Arts (B.A.) abschloss. Ein darauf folgendes postgraduales Studium der Rechtswissenschaften an der Universität Laval beendete er mit einem Bachelor of Laws (LL.B.) sowie einem Doktor der Rechte (LL.D.) und nahm danach eine Tätigkeit als Rechtsanwalt auf. Für seine anwaltlichen Verdienste wurde er später zum Kronanwalt (King’s Counsel) ernannt.
Seine politische Laufbahn begann Lapointe, als er als Kandidat der Liberalen Partei bei einer Nachwahl im Wahlbezirk Kamouraska am 12. Februar 1904 erstmals zum Mitglied des Unterhauses gewählt wurde. In diesem Wahlbezirk wurde er bei den darauf folgenden Wahlen am 3. November 1904, 26. Oktober 1908, 21. September 1911 und 17. Dezember 1917 wiedergewählt. Am 27. Oktober 1919 verzichtete er auf das Abgeordnetenmandat für diesen Wahlbezirk, nachdem er am gleichen Tag bei einer durch den Tod des bisherigen Wahlkreisinhabers, Vorsitzenden der Liberalen Partei und ehemaligen Premierministers Wilfrid Laurier notwendig gewordenen Nachwahl im Wahlbezirk Quebec East zum Mitglied des Unterhauses gewählt worden war. In diesem Wahlkreis wurde er bei der Wahl vom 6. Dezember 1921 wiedergewählt, legte sein Abgeordnetenmandat nach seinem Eintritt in die Regierung jedoch am 2. Januar 1922 vorübergehend nieder.
Am 29. Dezember 1921 wurde Lapointe von in das 12. kanadische Kabinett berufen und übernahm in diesem bis zum 29. Januar 1924 das Amt des Ministers für Marine und Fischerei. Zwischenzeitlich wurde er bei der durch seinen Mandatsverzicht nötigen Nachwahl im Wahlbezirk Quebec East am 19. Januar 1922 auch wieder zum Mitglied des Unterhauses gewählt. Sein Eintritt in das Kabinett wurde im Wesentlichen dadurch ermöglicht, dass der ebenfalls aus Québec stammende Rodolphe Lemieux auf ein Ministeramt verzichtet hatte und stattdessen Sprecher des Unterhauses wurde. Zugleich bekleidete er vom 4. Januar bis zum 29. Januar 1924 das Amt des Justizministers und Generalstaatsanwalts zunächst geschäftsführend, ehe er vom 30. Januar 1924 bis zum 28. Juni 1926 Justizminister und Generalstaatsanwalt war. Bei der Wahl vom 29. Oktober 1925 wurde er im Wahlkreis Quebec East abermals zum Abgeordneten gewählt und bekleidete im zwölften Kabinett vom 4. März bis zum Ende von Kings Amtszeit am 28. Juni 1926 auch das Amt des Staatssekretärs für Kanada.
Bei der Wahl vom 14. September 1926 wurde Lapointe für die Liberale Partei im Wahlkreis Quebec East wieder zum Mitglied des Unterhauses gewählt. Nach dem Ende der konservativen Minderheitsregierung von Premierminister Arthur Meighen wurde er von Premierminister William Lyon Mackenzie King am 25. September 1926 auch in das 14. Kabinett Kanadas berufen und übernahm in diesem bis zum 6. August 1930 erneut die Funktionen als Justizminister und Generalstaatsanwalt. Nachdem er am 4. Oktober 1926 aufgrund der Übernahme dieser Regierungsämter sein Abgeordnetenmandat formell niedergelegt hatte, wurde er bei der dadurch notwendig gewordenen Nachwahl im Wahlkreis Quebec East am 2. November 1930 wieder zum Mitglied des Unterhauses gewählt und bei den Wahlen am 28. Juli 1930 sowie 14. Oktober 1935 wiedergewählt.
Nach dem Wahlsieg der Liberalen Partei bei der Wahl vom 14. Oktober 1935 wurde Lapointe von Premierminister King am 23. Oktober 1935 auch in das 16. kanadische Kabinett berufen, in dem er bis zu seinem Tode am 26. November 1941 abermals die Posten als Justizminister und Generalstaatsanwalt innehat und zugleich vom 26. Juli 1939 bis zum 8. Mai 1940 geschäftsführender Staatssekretär für Kanada war. Bei der Wahl vom 26. März 1940 wurde er zudem im Wahlkreis Quebec East wieder Mitglied des Unterhauses gewählt, dem er ebenfalls bis zu seinem Tode angehörte.
Lapointe zu Ehren wurde der Lac Lapointe benannt, ein See in der Verwaltungsregion Côte-Nord der Provinz Québec. Er war der Vater von Hugues Lapointe, der von 1940 bis 1957 ebenfalls Mitglied des Unterhauses, mehrmals Minister sowie zwischen 1966 und 1978 Vizegouverneur von Québec war. Sein Neffe Arthur-Joseph Lapointe war von 1945 bis 1945 auch Mitglied des Unterhauses, während dessen Sohn, Ernest Lapointes Großneffe, Jean Lapointe, zwischen 2001 und 2010 Mitglied des kanadischen Senats für Québec war.
Die kanadische Bundesregierung, vertreten durch den für das Historic Sites and Monuments Board of Canada zuständigen Minister, ehrte Lapointe am 6. Juni 1954 für sein Wirken und erklärte ihn zu einer „Person von nationaler historischer Bedeutung“.